# تشریفات (فیلم ۱۹۹۵)
تشریفات (به فرانسوی: La Cérémonie) فیلمی به کارگردانی کلود شابرول در سال ۱۹۹۵؛ که بر اساس رمان قضاوت در سنگ اثر روت راندل اقتباس شده است. این فیلم در مورد کریستین و لی پاپن دو خواهر کُلفَت فرانسوی که در دوم فوریهٔ ۱۹۳۳، زن صاحبکار و دخترش را در لو مان فرانسه به طرز فجیعی کشتند را روایت می‌کند، همچنین بازی آنها الهام گرفته از خدمتکاران در سال ۱۹۴۷ توسط ژان ژنه.

## جوایز و نامزدیها
- جایزه سزار (فرانسه)
  - برنده: بهترین بازیگر نقش مکمل زن – نقش پیشرو (ایزابل هوپر)
  - نامزد: بهترین بازیگر – نقش دوم (ژان پیر کسل)
  - نامزد: بهترین بازیگر نقش مکمل زن – نقش پیشرو (ساندرین بونر)
  - نامزد: بهترین بازیگر نقش مکمل زن – نقش حمایت (Jacqueline Bisset)
  - نامزد: بهترین کارگردانی (کلود شابرول)
  - نامزد: بهترین فیلم
  - نامزد: بهترین نوشتن (کلود شابرول کارولین Eliacheff)
- لس آنجلس منتقدان فیلم (ایالات متحده آمریکا)
  - برنده: بهترین فیلم زبان خارجی (کلود شابرول)
- انجمن ملی منتقدان فیلم (ایالات متحده آمریکا)
  - برنده: بهترین فیلم زبان خارجی
- ماهواره ای جوایز (ایالات متحده آمریکا)
  - نامزد: بهترین حرکت تصویر – زبان خارجی
- جشنواره بین‌المللی فیلم تورنتو (کانادا)
  - برنده: مترو جایزه رسانه (کلود شابرول)
- جشنواره فیلم ونیز(ایتالیا)
  - برنده: Volpi Cup – بهترین بازیگر نقش مکمل زن (ساندرین بونر و ایزابل هوپر)
  - نامزد: شیر طلایی (کلود شابرول)

## یادداشت
1. ↑  fr:La Cérémonie (film, 1995)